# Family Circle Cup 2010 - Doppio
Il doppio  del Family Circle Cup 2010 è stato un torneo di tennis facente parte del WTA Tour 2010.
Bethanie Mattek-Sands e Nadia Petrova sono stati le detentrici del titolo, tuttavia non hanno giocato.
Mattek-Sands ha fatto coppia con Yan Zi, ma ha perso contro Natalie Grandin e Abigail Spears nei quarti di finale.
Petrova ha scelto di giocare con Liezel Huber e hanno battuto in finale 6-3, 6-4, Vania King e Michaëlla Krajicek.

## Teste di serie
1. Liezel Huber /  Nadia Petrova (campionesse)
2. Lisa Raymond /  Rennae Stubbs (quarti di finale)

1. Bethanie Mattek-Sands /  Yan Zi (quarti di finale)
2. Peng Shuai /  Elena Vesnina (quarti di finale, Vesnina ritiro a causa di un infortunio al muscolo dell'adduttore sinistro)

## Tabellone

### Legenda
| - Q = Qualificato - WC = Wild card - LL = Lucky loser | - ALT = Alternate - SE = Special Exempt - PR = Protected Ranking | - w/o = Walkover - r = Ritirato - d = Squalificato |